# Sophie Lewis
Sophie Lewis (17 giugno 2002) è una pistard e ciclista su strada britannica che corre per il team DAS - Hutchinson - Brother - UK.

## Palmarès

### Pista
- 2019

Campionati europei, Americana Junior (con Elynor Bäckstedt)
- 2021

4 Jours de Genève, Scratch (Ginevra)
- 2022

Campionati britannici, Omnium
3ª prova Champions League, Scratch (Saint-Quentin-en-Yvelines)
Grenchen, Scratch
- 2023

Campionati europei, Inseguimento a squadre Under-23 (con Grace Lister, Madelaine Leech e Kate Richardson)
Campionati europei, Americana Under-23 (con Madelaine Leech)
South London GP Americana (Londra con Madelaine Leech)
- 2024

Campionati europei, Inseguimento a squadre Under-23 (con Grace Lister, Madelaine Leech e Isabel Sharp)
Campionati europei, Corsa a eliminazione Under-23

### Strada

#### Altri successi
- 2023 (DAS - Handsling)

Santini Women's Otley Grand Prix
- 2024 (DAS - Hutchinson - Brother - UK)

Fort Vale Colne Grand Prix
Beverley Grand Prix

## Piazzamenti

### Competizioni mondiali
- Campionati del mondo su pista

Francoforte sull'Oder 2019 - Inseguimento a squadre Junior: 3ª
Francoforte sull'Oder 2019 - Inseguimento individuale Junior: 24ª
Francoforte sull'Oder 2019 - Americana Junior: 2ª
Saint-Quentin-en-Yvelines 2022 - Corsa a eliminazione: 6ª
Saint-Quentin-en-Yvelines 2022 - Omnium: 16ª

### Competizioni europee
- Campionati europei su pista

Gand 2019 - Inseguimento a squadre Junior: 2ª
Gand 2019 - Americana Junior: vincitrice
Apeldoorn 2021 - Inseguimento a squadre Under-23: 2ª
Grenchen 2021 - Inseguimento a squadre: 4ª
Anadia 2022 - Corsa a eliminazione Under-23: 2ª
Anadia 2022 - Inseguimento a squadre Under-23: 2ª
Anadia 2022 - Omnium Under-23: 5ª
Anadia 2022 - Americana Under-23: 2ª
Anadia 2023 - Inseguimento a squadre Under-23: vincitrice
Anadia 2023 - Omnium Under-23: 4ª
Anadia 2023 - Americana Under-23: vincitrice
Apeldoorn 2024 - Scratch: 13ª
Apeldoorn 2024 - Corsa a punti: 10ª
Cottbus 2024 - Inseguimento a squadre Under-23: vincitrice
Cottbus 2024 - Corsa a eliminazione Under-23: vincitrice